# Mara Lakić
Mara Lakić  (Gradačac, Yugoslavia, 18 de agosto de 1963) es una exjugadora de baloncesto bosnia. Consiguió 3 medallas en competiciones oficiales con la Yugoslavia.